# Elizabeth Riddle Graves
Elizabeth Riddle Graves (Nashville, 23 de enero de 1916-Albuquerque, 6 de enero de 1972) fue una investigadora estadounidense pionera en física de neutrones y la detección y medición de neutrones rápidos. Durante la Segunda Guerra Mundial, trabajó en el Laboratorio Metalúrgico (Met Lab) de la Universidad de Chicago y en el Laboratorio de Los Álamos, convirtiéndose allí en líder de grupo después de la guerra.

## Trayectoria
Era hija de James Marion Riddle, originario de Carolina del Sur, y Georgia Clymetra Boykin, de Arkansas. Tenía dos hermanos, James Marion Riddle Jr. y John Burwell Boykin Riddle. Alrededor de 1921, la familia Riddle se mudó a Chicago, Illinois.
Riddle ingresó en la Universidad de Chicago, donde era conocida como "Diz". Se licenció en Física en 1936 y desarrolló un gran interés en física de neutrones, particularmente en la detección y medición de neutrones rápidos. Obtuvo su doctorado en 1940, escribiendo su tesis sobre "Energía liberada de Be 9 (d, α) Li 7 y la producción de Li 7" bajo la supervisión de Samuel K. Allison.
Mientras estuvo allí, conoció y se casó con Alvin C. Graves, un compañero de la carrera. Alvin permaneció en la Universidad de Chicago como investigador y profesor asistente hasta 1939, cuando se mudó a la Universidad de Texas, pero Elizabeth no pudo conseguir un trabajo en la misma institución debido a sus reglas contra el nepotismo, que tendían a discriminar a las mujeres.

## El Proyecto Manhattan

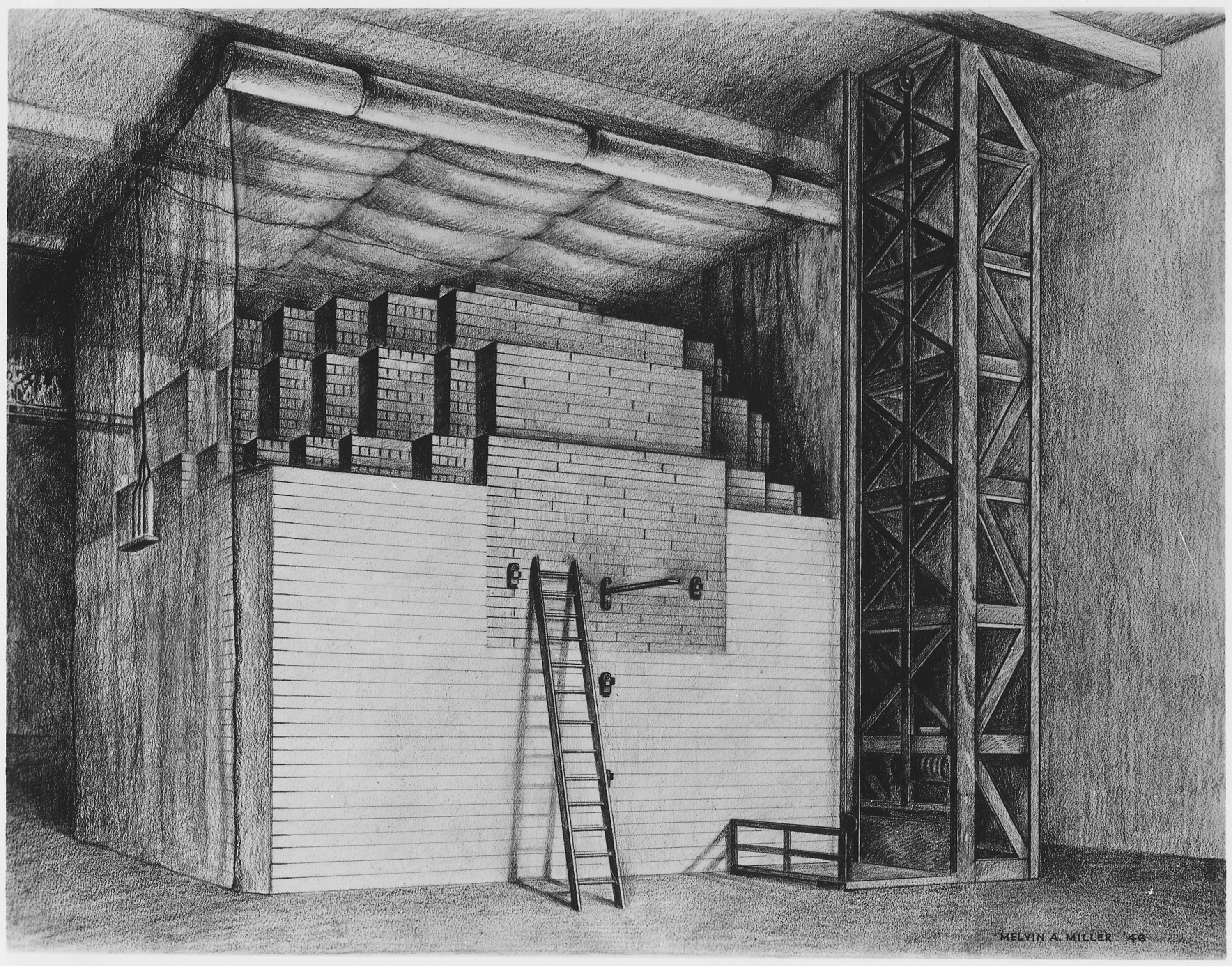
Pile-1 el primer reactor nuclear (1942)

En 1942, Arthur H. Compton invitó a Alvin a regresar a la Universidad de Chicago para unirse al Laboratorio Metalúrgico del Proyecto Manhattan. Elizabeth también encontró un empleo allí, trabajando con Enrico Fermi en los cálculos necesarios para determinar la viabilidad de una reacción nuclear en cadena, que finalmente condujo al desarrollo de Chicago Pile-1, el primer reactor nuclear del mundo.
En 1943 se unieron al Laboratorio de Los Álamos del Proyecto Manhattan en Nuevo México. Como condición para aceptar su participación en el proyecto, Alvin Graves insistió en que se le permitiera a Elizabeth trabajar en Los Álamos. Según Howes y Herzenberg en 2003, incluso si Alvin no hubiera insistido, Elizabeth “probablemente habría sido reclutada de todos modos”. Ella era una de las pocas científicas que conocía la dispersión rápida de neutrones, que era crucial para el diseño de armas nucleares, y que sabía cómo operar el acelerador Cockcroft-Walton, que había sido trasladado desde la Universidad de Illinois.
Contratada como "científica", un puesto de alto rango en el proyecto en comparación con "científico asociado" o "científico junior", Graves trabajó como miembro de la división R. Contribuyó en gran medida al proyecto en la medición de secciones transversales relacionadas con reacciones nucleares, la medición de los efectos de multiplicación de neutrones en el uranio metálico y la investigación de las diferentes propiedades de dispersión de neutrones de los materiales de manipulación considerados para su uso en armas atómicas. Trabajó en la selección de un reflector de neutrones para "rodear el núcleo de la bomba atómica".
En el momento de la prueba nuclear Trinity en 1945, Elizabeth estaba embarazada de siete meses de su primer hijo, por lo que se le asignó un puesto lejos de la explosión. Escuchando la cuenta regresiva de la explosión en la radio, usaron contadores Geiger y monitorearon la lluvia radiactiva de la prueba. Elizabeth terminó un experimento mientras estaba de parto, cronometrando sus contracciones con un cronómetro. Su primera hija, Marilyn Edith, nació sana. Alvin y Elizabeth tuvieron dos hijos más: Alvin Palmer y Elizabeth Anne.

## Posguerra
Permanecieron en Los Álamos después de la guerra. Elizabeth se convirtió en líder de grupo en la división de física experimental en 1950 e investigó las interacciones de los neutrones con la materia. Murió de cáncer en el Bataan Memorial Hospital en Albuquerque, Nuevo México, el 6 de enero de 1972, y fue enterrada en el cementerio de Guaje Pines, Los Alamos, condado de Los Alamos, Nuevo México.

## Publicaciones selectas

### Patentes
- Fuente de neutrones de 14 MeV de baja tensión.[13]

### Tesis
- Energy Released from Be 9 (d, α) Li 7 and the Production of Li 7. 1940.[5]

### Publicaciones científicas

#### 1930-1940
- Allison, Samuel K., Graves, Elizabeth R., Skaggs, Lester S., & Smith Jr, Nicholas M. (1939). A Precise Measurement of the Mass Difference Be 9 4—Be 8 4; The Stability of Be 8 4. Physical Review. 55(1): 107.
- Allison, S. K., Graves, E. R., & Skaggs, L. S. (1940). Alpha-Particle Groups from the Disintegration of Beryllium by Deuterons. Physical Review. 57(2): 158.
- Graves, A. C., Graves, E. R., Coon, J. H., & Manley, J. H. (January 1946). Cross Section of D (D, P) H-3 Reaction. Physical Review. 70(1-2): 101.
- Manley, J. H., Coon, J. H., & Graves, E. R. (January 1946). Cross Section of D (D, N) He-3 Reaction. Physical Review. 70(1-2): 101.
- Graves, E. R., & Coon, J. H. (January 1946). Disintegrations of Neon and Argon by dd Neutrons. Physical Review. 70(1-2): 101.
- Manley, J. H., Agnew, H. M., Barschall, H. H., Bright, W. C., Coon, J. H., Graves, E. R., Jorgensen, T. & Waldman, B. (1946). Elastic Backscattering of d− d Neutrons. Physical Review. 70(9-10): 602.
- Barschall, Henry Herman, Battat, M. E., Bright, W. C., Graves, E. R., Jorgensen, T., & Manley, J. H. (1947). Measurement of Transport and Inelastic Scattering Cross Sections for Fast Neutrons. II. Experimental Results. Physical Review. 72(10): 881.
- Graves, E. R. (1949). Mayer. Physical Review. 76(1): 183.
- Graves, E. R., Rodrigues, A. A., Goldblatt, M., & Meyer, D. I. (1949). Preparation and use of tritium and deuterium targets. Review of Scientific Instruments. 20(8): 579-582.am

#### 1950-1960
- - Coon, J. H., Graves, E. R., & Barschall, H. H. (1952). Total Cross Sections for 14-MeV Neutrons. Los Alamos Scientific Laboratory of the University of California.
  - Graves, E. R., & Rosen, L. (January 1952). Energy Spectrum of Neutrons from the Interaction of 14-Mev Neutrons with C, Al, Fe, Cu, Zn, Ag, Cd, Sn, Au, Pb, and Bi. Physical Review. 87(1): 239.
  - Coon, J. H., Graves, E. R., & Barschall, H. H. (1952). Total Cross Sections for 14-Mev Neutrons. Physical Review. 88(3): 562.
  - Phillips, D. D., Davis, R. W., & Graves, E. R. (1952). Inelastic Collision Cross Sections for 14-Mev Neutrons. Physical Review. 88(3): 600.
  - Forbes, S. G., Graves, E. R., & Little, R. N. (1953). Low Voltage 14‐Mev Neutron Source. Review of Scientific Instruments. 24(6): 424-427.
  - Graves, E. R., & Rosen, Louis. (1953). Distribution in Energy of the Neutrons from the Interaction of 14-MeV Neutrons with some Elements. Physical Review. 89(2): 343.
  - Graves, E. R., & Davis, Roland W. (1955). Cross sections for nonelastic interactions of 14-Mev neutrons with various elements. Physical Review. 97(5): 1205.
  - Battat, M. E., & Graves, E. R. (1955). Gamma Rays from 14-Mev Neutron Bombardment of C 12. Physical Review. 97(5): 1266.
  - McDole, C. J., Graves, E. R., & Davis, R. W. (1955). Calibration of a Mock Fission Neutron Source by Indium Resonance Mapping of the Standard Graphite Pile (No. LA-1982). Los Alamos Scientific Lab., New Mexico.
  - Seagrave, J. D., Graves, E. R., Hipwood, S. J., & McDole, C. J. (1958). D (d, n) 3 He and T (d, n) 4 He Neutron Source Handbook. Los Alamos Scientific Laboratory Lams, 2162.
  - Graves, E. R. (1963). Howard Eberline Neutron Survey Instrument PNC-1 Evaluation and Recommendation for Use. (No. LA-2860). Los Alamos Scientific Lab., New Mexico.
  - Davis, R. W., & Graves, E. R. (1969). The Radiation Instrument Calibration Facility at the Los Alamos Scientific Laboratory. (No. LA—4090). Los Alamos Scientific Lab., New Mexico.
  - Davis, R., & Graves, E. (1969). The Radiation Instrument Calibration Facility at the Los Alamos Scientific Laboratory. (Construction and calibration of radiation survey instruments).